# Phalaenopsis violacea
Phalaenopsis violacea es una orquídea del género de Phalaenopsis de la subfamilia Epidendroideae de la familia Orchidaceae. Nativas del sudoeste de Asia.

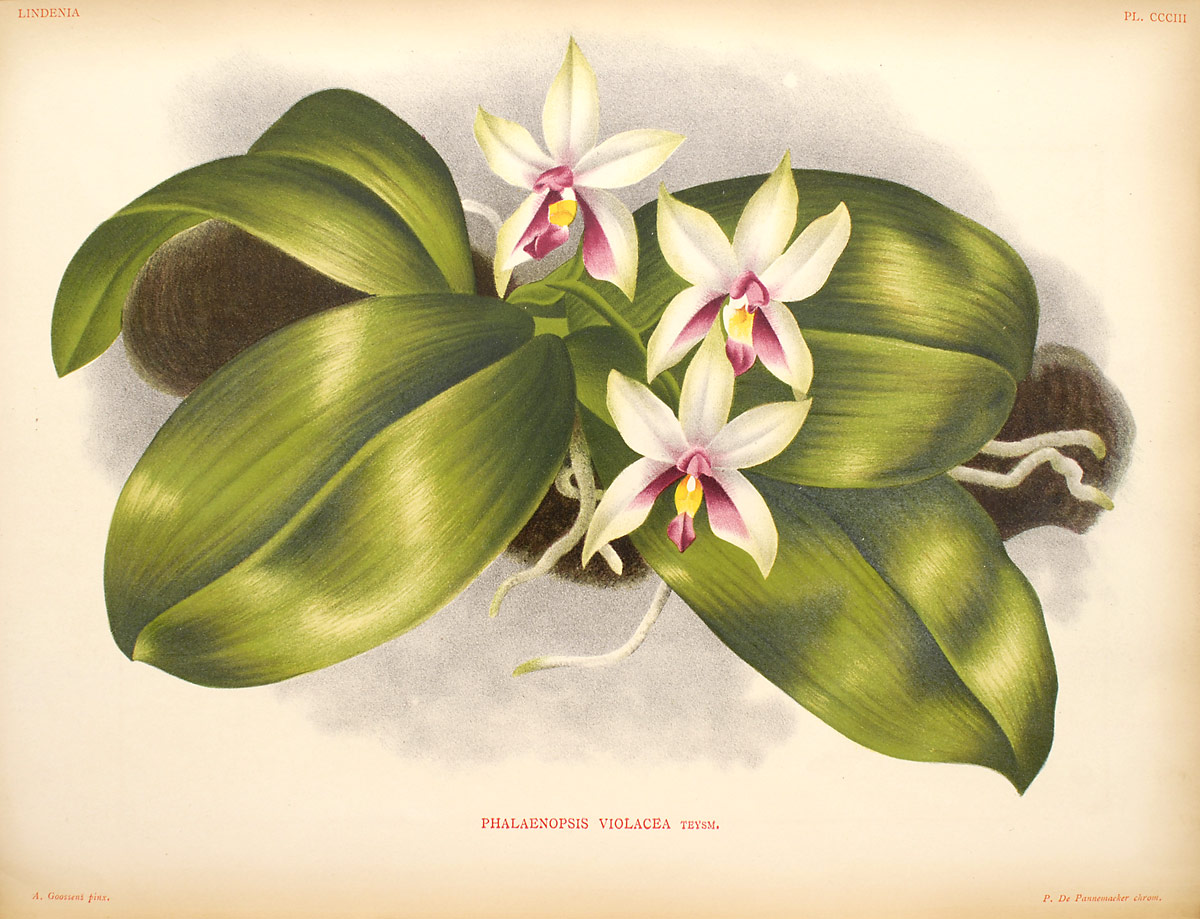
Ilustración

## Descripción
Son plantas epífitas pendulares con un tallo muy corto que tienen de 3 a 4 hojas elípticas, obtusas, unduladas que se reducen gradualmente a continuación en el desarrollo de las  hojas basales, que oscila entre la variedad Borneo más pequeña con hojas y flores más pequeñas, además de ser más fácil para cruzar como híbrido. Tiene muy fragantes flores que se encuentran colgantes de una por una en una inflorescencia de 10 a 12,5 cm de largo, aplanada con 2 a 7 flores en zigzag, se producen en la primavera y se utilizan para dar fragancia a la hibridadas de Phalaenopsis. Esta especie requiere profunda sombra y humedad elevada, además de ser regado con regularidad y nunca debe permitirse que se sequen completamente.

## Hábitat
Se encuentra en la península Malaya y la isla de Sumatra en alturas de alrededor de 150 metros.

## Taxonomía
Phalaenopsis violacea fue descrita por  H.Witte y publicado en Fl. des Jardins 4: 129. 1861.
Etimología
Phalaenopsis: nombre genérico que procede del griego phalaina = “mariposa” y opsis = “parecido”, debido a las inflorescencias de algunas especies, que recuerdan a mariposas en vuelo. Por ello, a las especies se les llama “orquídeas mariposa”.
violacea: epíteto latino que significa  "de color violeta".
Sinonimia
1. Phalaenopsis violacea f. coerulea Christenson 2001
2. Phalaenopsis violacea f. alba (Teijsm. & Binn.) Christenson 2001
3. Phalaenopsis violacea var. alba Teijsm. & Binn. 1862 </smallA>